# نه شرقی، نه غربی
نه شرقی، نه غربی، جمهوری اسلامی، یک شعار و راهبرد سیاسی در روابط خارجی ایران بود که در زمان نظام جمهوری اسلامی پیگیری می‌شد. این شعار از جمله مهم‌ترین نمادهایی بوده است که حکومت تازه تأسیس بعد از انقلاب ۱۳۵۷ به‌عنوان سیاست خارجی استفاده کرد. در سردر وزارت خارجه ایران این شعار نقش بسته است. به‌نظر می‌رسد علی شریعتی اوّلین کسی بوده که این شعار را به‌کار برده است. او برای نخستین‌بار در دهه سی شمسی در روزنامهٔ خراسان شعار سیاسی «نه شرقی، نه غربی، بل اسلامی» را مطرح کرده است.
با این حال، کم‌کم این شعار کمرنگ‌تر شد و نگاه به شرق از زمان ریاست‌جمهوری محمود احمدی‌نژاد و در چهارچوب برنامه ۲۵ ساله همکاری‌های مشترک ایران و چین جایگزین این راهبرد شد.
این مفهوم برای تبلیغ جلوگیری از استعمار و دخالت ابرقدرت‌های شرق کمونیست مثل چین و روسیه و لیبرالیسم غرب مثل ایالات متحده آمریکا درون ایران مطرح شده بود؛ امّا به‌تدریج بُعد «نه شرقی» سیاست خارجی جمهوری اسلامی، حتی در همان دهه اوّل انقلاب، کمرنگ شد و با وجود حمایت اتحاد جماهیر شوروی از عراق در دوران جنگ، تقابل تهران و مسکو کاهش یافت.
بعد از جنگ جهانی دوم، دنیا به دو بلوک ابرقدرت‌های شرق و غرب و جهان سوم تقسیم شده بود.
علی خامنه‌ای در دیدار با رئیس و اعضای مجلس خبرگان رهبری در ۳۰ شهریورماه ۱۳۹۶ گفت: «یکی از عناوین مهم این انقلاب، انقلاب «نه شرقی، نه غربی» بود؛ امروز شرق وجود ندارد، (ولی) غرب وجود دارد با کمال قوّت و قدرت… معنای «نه شرقی» هم همین است؛ لکن امروز دیگر (بلوک) شرقی نیست. غرب کجا است؟ آمریکا است، اروپا است.»

## دیدگاه‌ها
بابک زهرایی از رهبران حزب کارگران سوسیالیست ایران در تیرماه ۱۳۵۸ شعار «نه شرقی، نه غربی» را نشانه‌ای مبنی بر «هم شرقی و هم غربی» بودن جمهوری اسلامی و معنای آن را بازگشت به قرون وسطی دانست.